# Cattedrale della Trasfigurazione (Nižnij Novgorod)
La cattedrale della Trasfigurazione (in russo Спасо-Преображенский собор?) è una chiesa di Nižnij Novgorod, in Russia. Costruita tra il 1816 ed il 1822, negli anni dei lavori per la storica Fiera di Nižnij Novgorod, al suo progetto si impegnarono i celebri architetti Agustín de Betancourt e Auguste de Montferrand. Fino al settembre 2009 è stata la cattedrale dell'eparchia di Nižnij Novgorod.

## Storia e descrizione
La cattedrale fu costruita in stile neoclassico tra il 1818 ed il 1822, sulla riva sinistra del fiume Oka. A causa del territorio paludoso e frequentemente soggetto ad inondazioni, il tempio fu edificato seguendo un modello simile a quello delle palafitte. Il progetto fu disegnato dallo spagnolo Agustín de Betancourt (l'architetto della Fiera di Nižnij Novgorod), mentre i lavori di costruzione vennero diretti dal francese August de Montferrand, diventato noto soprattutto per la realizzazione della grande cattedrale di Sant'Isacco a San Pietroburgo. La consacrazione dell'edificio avvenne il 25 luglio 1822.
L'iconostasi della chiesa fu dipinta seguendo le regole stilistiche del pittore italo-svizzero Giuseppe Antonio Maria Torricelli. Ciò causò reazioni indignate da parte di numerosi fedeli. Infatti, non tenendo conto dei classici canoni iconografici ortodossi, la parete conteneva immagini di santi parzialmente nudi che scandalizzarono non poche persone. Si rese quindi necessaria la sostituzione dell'iconostasi originaria con una nuova, realizzata da Vasilij Stasov. Gli affreschi furono invece realizzati dal fondatore della scuola pittorica di Arzamas, Aleksandr Stupin. Alla fine del XIX secolo la cattedrale fu soggetta a lavori di restauro che ne modificarono la fisionomia. Nel 1899 la voluminosa torre campanaria che affiancava la chiesa rischiò di crollare e nel 1906 fu sostituita da un campanile di dimensioni molto più modeste.
A seguito della rivoluzione bolscevica la cattedrale, al pari di altre chiese cittadine, fu chiusa e trasformata in un magazzino. Nell'aprile 1989, le autorità sovietiche decisero però di riaffidare l'edificio alla Chiesa ortodossa russa e ne autorizzarono il restauro. Fino al 2009, la chiesa è stata considerata la cattedrale principale di Nižnij Novgorod. Dopo il restauro della cattedrale di Aleksandr Nevskij ha tuttavia perso questo status. L'11 settembre dello stesso anno, il patriarca di Mosca Cirillo I in visita all'edificio, ha inaugurato un monumento dedicato alle vittime del disastro di Černobyl', raffigurante un angelo con le braccia incrociate, su un piedistallo ornato da lastre di granito con citazioni bibliche e i nomi delle vittime.
L'altare maggiore della cattedrale è consacrato al Venerabile Legno della Vivificante Croce del Signore. Mentre le cappelle sono dedicate ai santi Macario di Unža e Aleksandr Nevskij. Tra le icone conservate all'interno della chiesa, vi sono quelle del Santo Volto del Salvatore, della Theotokos "Gioia di tutti gli afflitti", di San Serafino di Sarov, di San Pietro di Mosca, di Sant'Innocenzo d'Alaska e del gran principe Jurij II, fondatore della città nel 1221.

## Galleria d'immagini

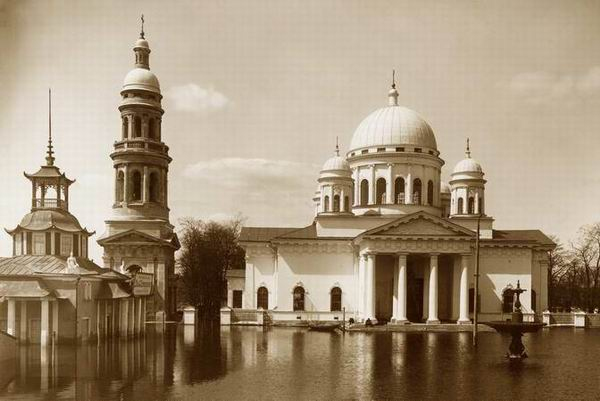
La cattedrale e la torre campanaria circondate dall'acqua in una foto d'inizio XX secolo

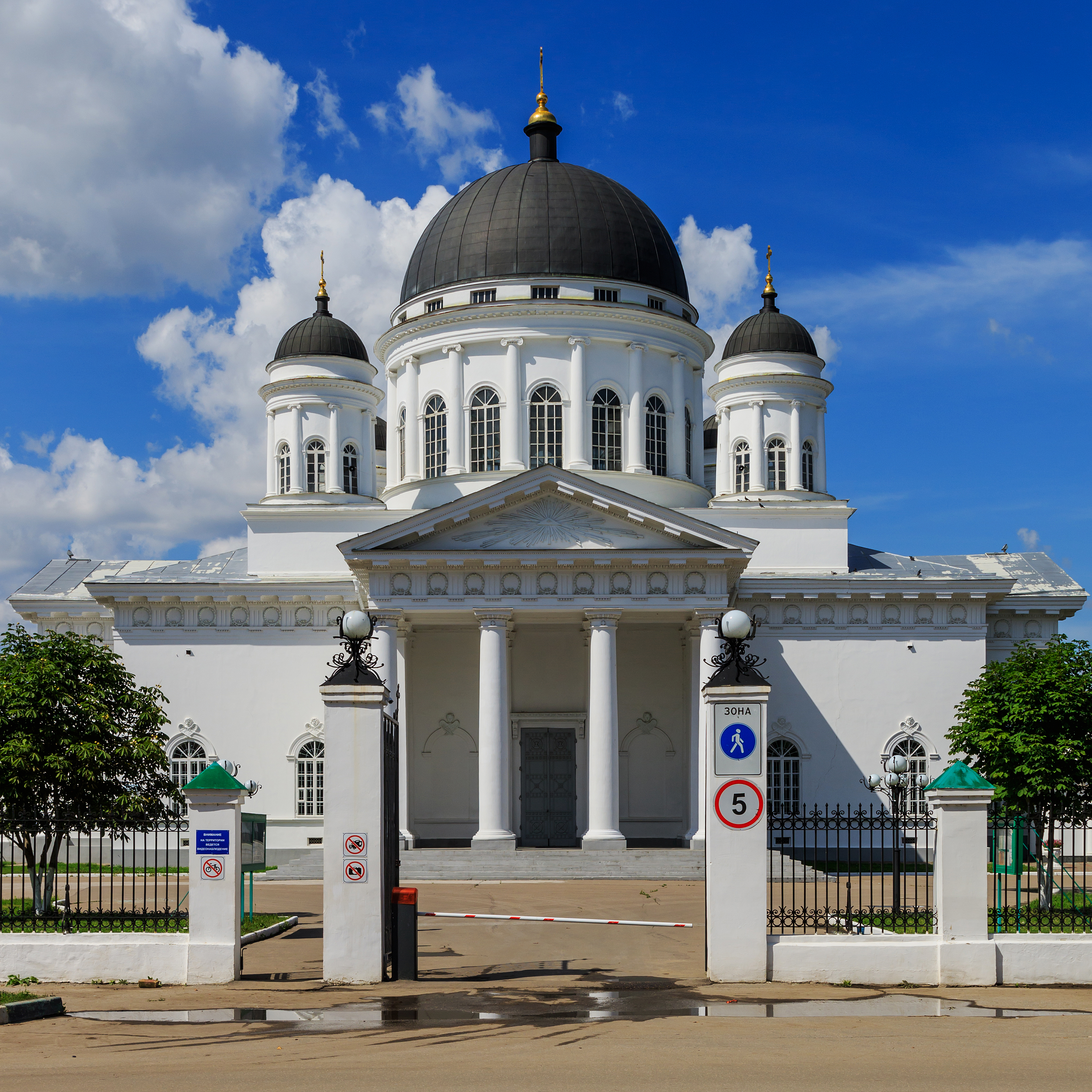
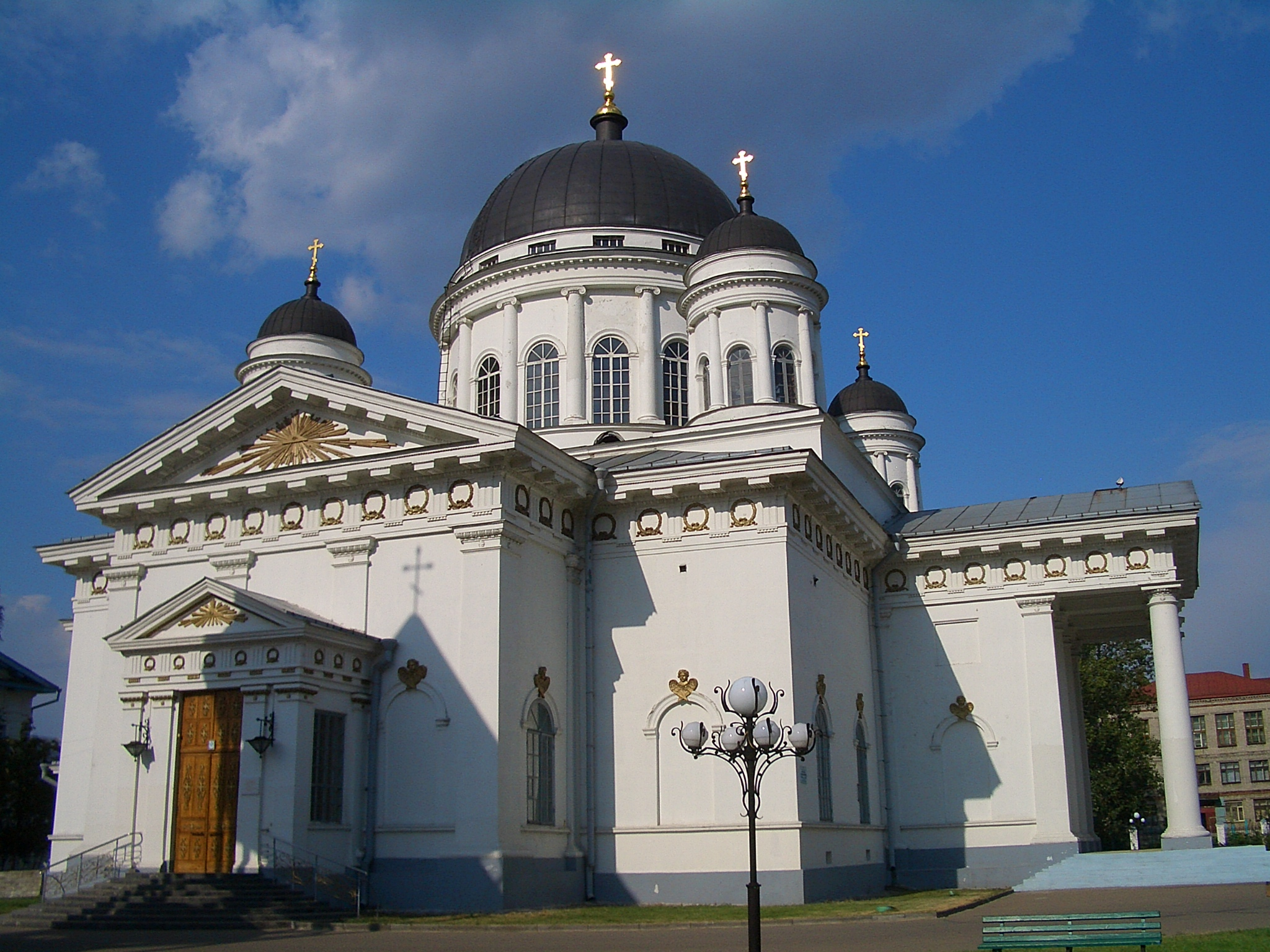
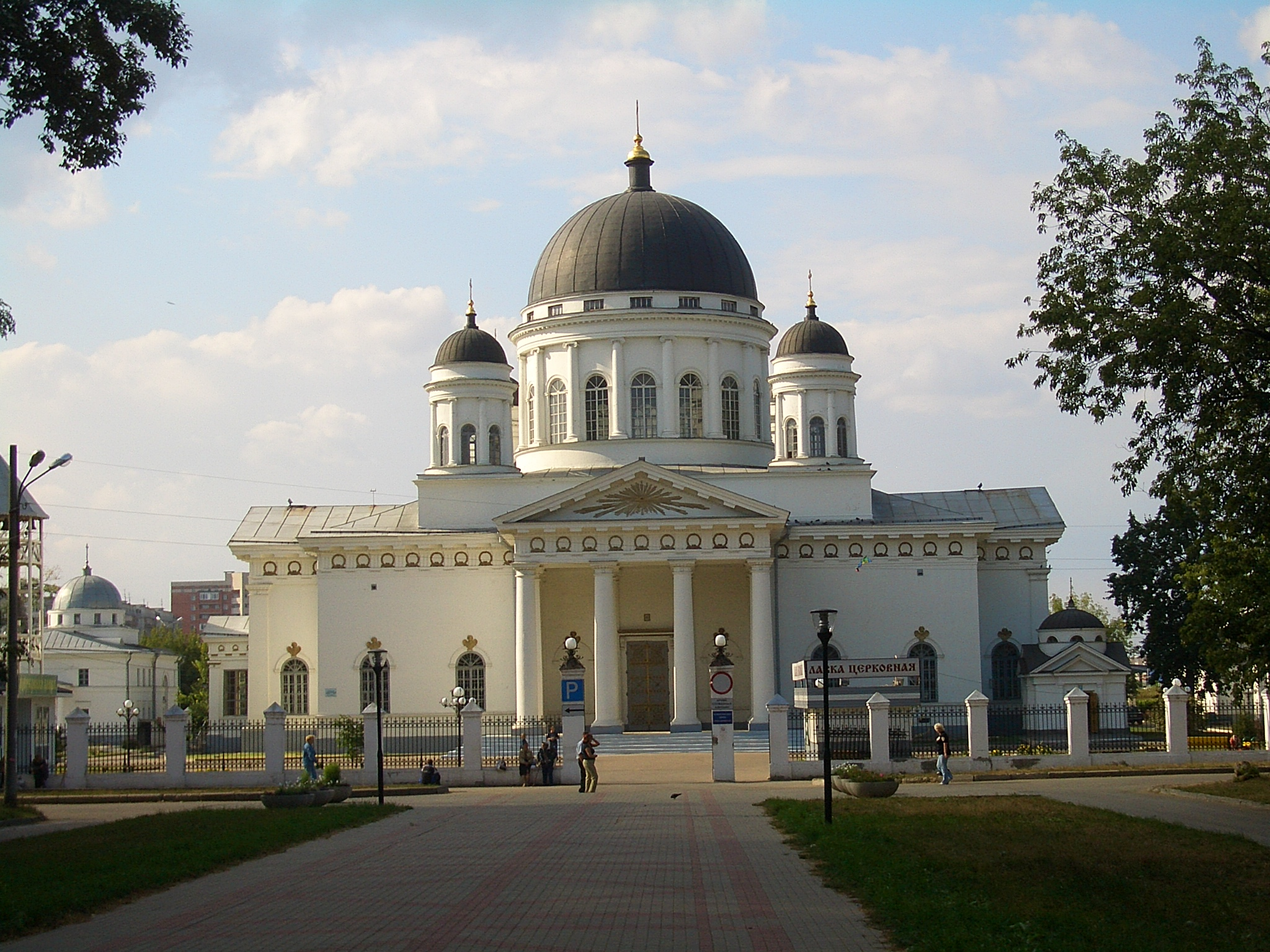
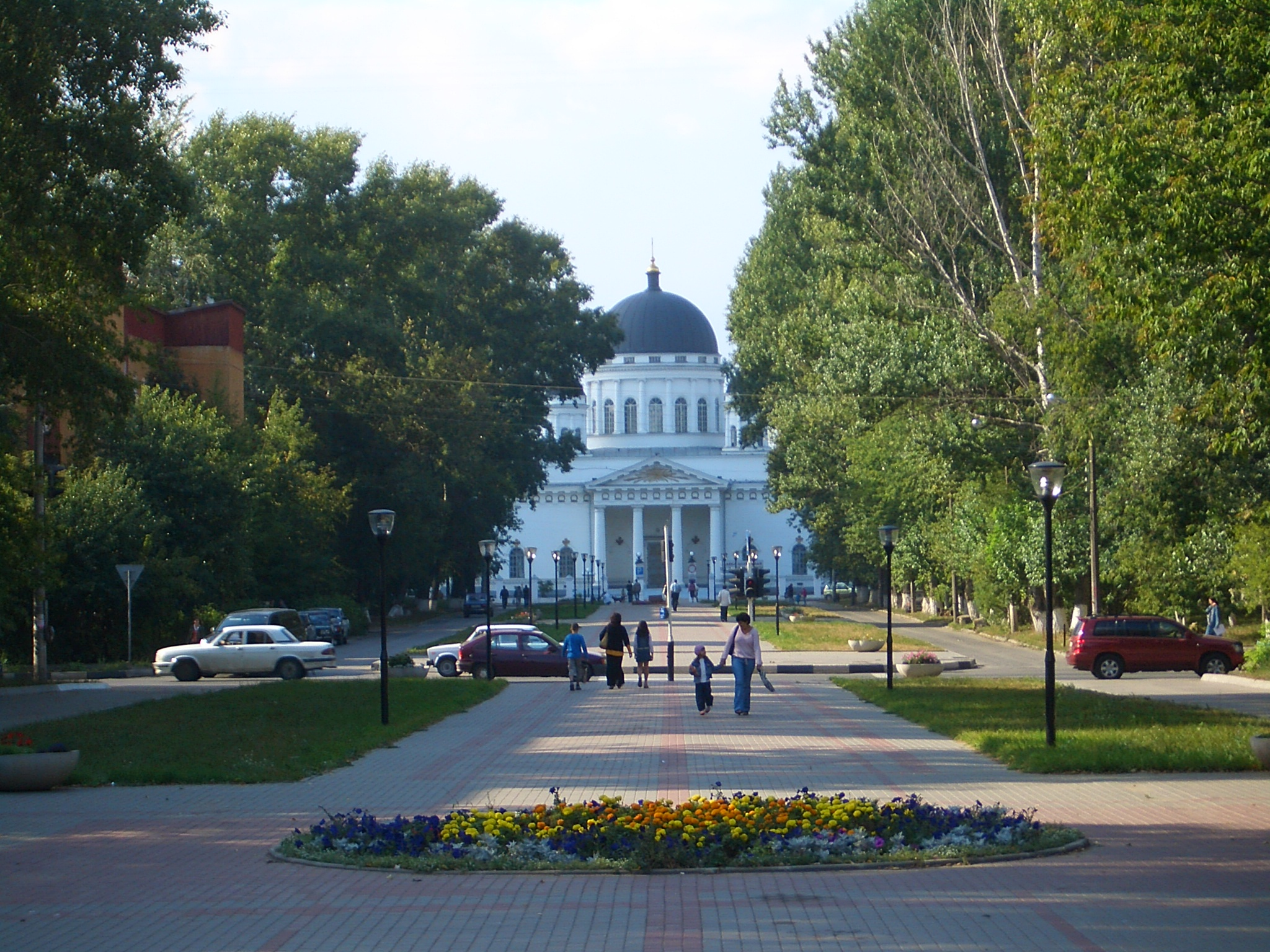
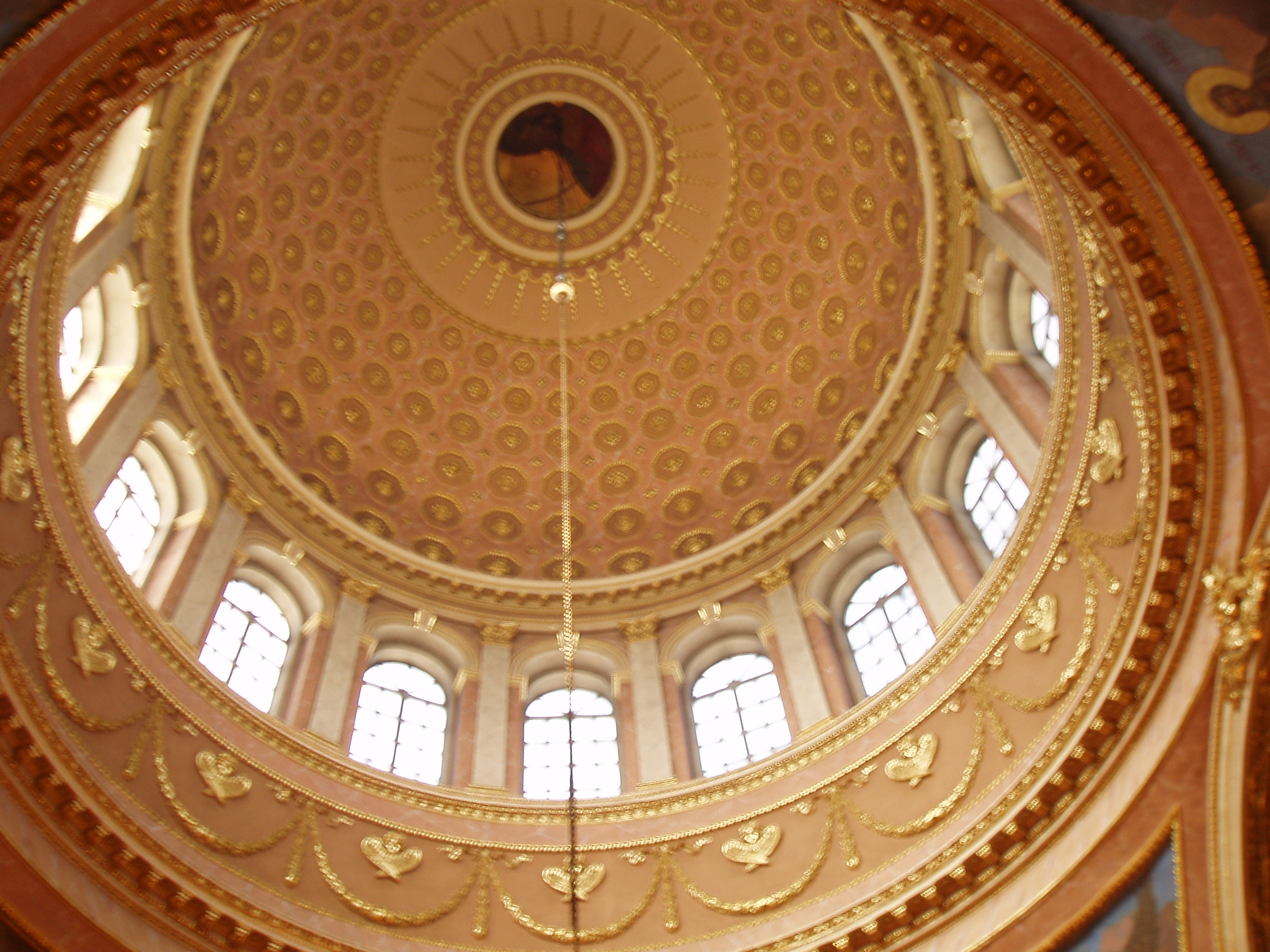
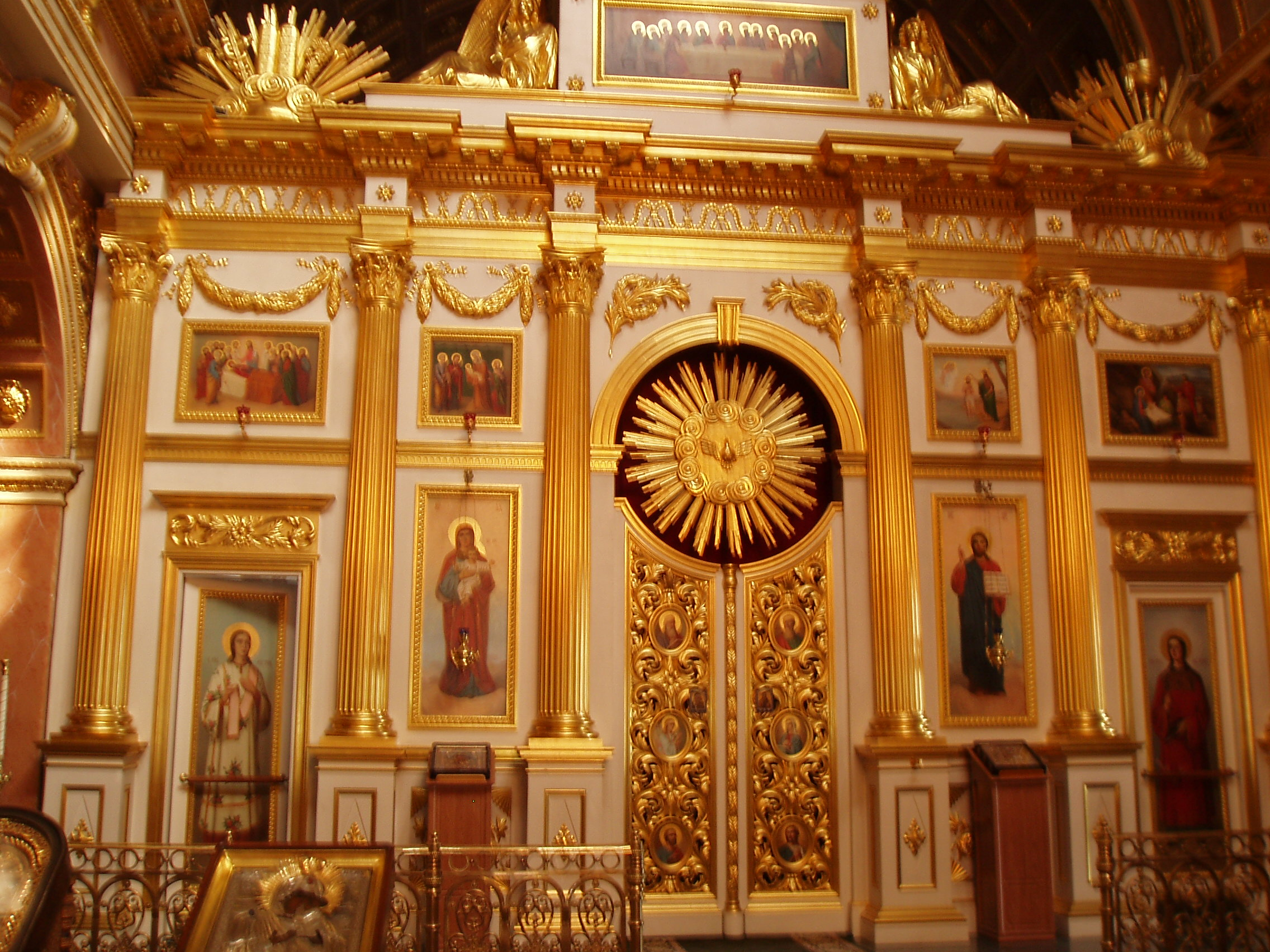